# Markiza de Prie

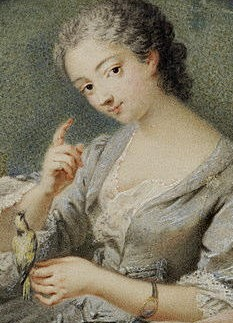
Jeanne Angès Berthelot de Pléneuf

Jeanne Agnès Berthelot de Pléneuf, Markiza de Prie (ur. 1698 w Paryżu, zm. 7 października 1727 w Courbépine) – córka bogatego finansisty Étienne Berthelot de Pléneufa i utrzymanki. Wyszła za mąż w 1713 roku (w wieku 15 lat) za Louisa de Prie, markiza de Plasnes, z którym wyjechała na dwór w Turynie, gdzie on był ambasadorem.
Małżeństwo to miało pomóc jej w zdobyciu upragnionej pozycji. W wieku 21 lat wróciła do Francji i związała się z Ludwikiem IV Henrykiem Burbonem, księciem de Condé, by w ten sposób zdobyć większe możliwości i znajomości. To właśnie książę miał za zadanie wybrać kandydatkę na żonę dla piętnastoletniego Ludwika XV. Na wybór Marii Leszczyńskiej, córki Stanisława Leszczyńskiego, duży wpływ miała właśnie markiza de Prie. 
Królewski ślub odbył się 15 grudnia 1725 roku. Markiza pozostawała na dworze jako jedna z dwunastu dam dworu (les dames du palais) i miała bezpośredni dostęp do królowej. Próbując zwiększyć wpływy swoje i księcia de Bourbon, popadła w niełaskę króla i została wygnana do swojej rodzinnej posiadłości w Normandii. Rok później popełniła samobójstwo – miała wtedy 29 lat.